# Mutiny on the Bounty (1962)
Mutiny on the Bounty (prt: Revolta na Bounty; bra: O Grande Motim) é um filme norte-americano de 1962. Trata-se de uma nova versão do filme homônimo de 1935, baseado no livro O Grande Motim de Charles Nordhoff e James Norman Hall. Foi dirigido por Lewis Milestone, que morreu em 1980, sendo este seu último trabalho.

## Sinopse
Em 1787, o HMS Bounty deixa Portsmouth com destino ao Taiti, para trazer o maior carregamento possível de fruta-pão. O capitão do navio (Trevor Howard) fica de tal forma obcecado em cumprir sua missão que, em virtude dos seus métodos extremamente rígidos, provoca um forte descontentamento na sua tripulação, o que desencadeia um motim.

## Elenco
- Marlon Brando .... Primeiro-Tenente Fletcher Christian
- Trevor Howard .... Capitão William Bligh
- Richard Harris .... Marinheiro John Mills
- Hugh Griffith .... Alexander Smith
- Richard Haydn .... William Brown
- Tarita .... Maimiti
- Percy Hebert .... Matthew Quintal
- Duncan Lamont .... John Williams
- Gordon Jackson .... Marinheiro Edward Birkett
- Chips Rafferty .... Michael Byrne
- Noel Purcell .... Marinheiro William McCoy
- Ashley Cowan .... Samuel Mack
- Eddie Byrne .... John Fryer
- Frank Silvera .... Minarii
- Tim Seely .... Edward Young
- Keith McConnell .... James Morrison

## Prêmios e indicações
Oscar
- Recebeu 7 indicações, nas seguintes categorias: Melhor Filme, Melhor Edição, Melhor Fotografia - Colorida, Melhor Direção de Arte - Colorida, Melhor Canção Original ("Love Song from Mutiny on the Bounty (Follow Me)"), Melhores Efeitos Especiais e Melhor Trilha Sonora Original.

Globo de Ouro
- Recebeu uma indicação de Melhor Filme - Drama.